# Мужун
Мужун или муюны (кит. 慕容 Mùróng) — древнемонгольское кочевое племя, входившее в состав Сяньбийской конфедерации Таньшихуая. Мужуны отделились от сяньби и в IV веке вторглись в Китай. Сыграли значительную роль в истории шестнадцати варварских государств. 

## История

### Основание дома Мужун:281 год—307 год.
В 281 году н. э. сяньбийский князь Мохоба вместе со своим племенем переселился в пределы Китая и поселился около Пекина, там он основал дом Мужун. В том же году внук Мохоба Шэгуй получил, в обмен на военную помощь, титул великий шаньюй. В 285 году Шэгуй скончался, а престол узурпировал Мужун Шань, который вскоре был убит подданными, а на престол возвели сына Шэгуя, Мужун Хуэя.
Стремясь возвысить себя над другими племенами сяньби, Мужун Хуэй совершал набеги на Китай с 285 по 289 гг., добиваясь признания себя главой всех сяньби. Также он начал войну с государством Юйвэнь и заключил союз с государством Дуань. В 302 году Хуэй разбил юйвэньского шаньюя Мохуэя, который осадил мужунскую ставку в Цзичэне (Маньчжурия). К 307 году Мужун Хуэй объявил себя Великим Шаньюем Сяньби.
В 310 году брат Мужун Хуэя — Мужун Туюйхунь — откочевал с 700-ми семьями из Южной Маньчжурии на запад, в район озера Кукунор. Здесь он в 312 году основал монгольское государство, известное как Тогон (изменённая форма имени Туюйхунь).
В 311 г. Мужун Хуэй покорил сянбийские племена сухи и мувань, в том же 313 году захватил земли Дуани. В 318 Цзинь признала его великим шаньюем. В 319 столица мужунов город Цзичэн (около совр. Мукдена) была осаждена коалиционными силами Когурё, Дуани, Юйвэни и китайцев с Ляодуна. Мужун Хуэй использовал дипломатию, чтобы поссорить союзников, его сын Мужун Хань смелой вылазкой разбил войска юйвэньского Сидэгуая. Мужун Хуэй захватил Ляодун. В 333 Хуэй умер, ему наследовал Мужун Хуан.
Мужун Хуан получил отличное китайское образование, но его считали слишком строгим. Братья Жэнь и Хань договорившись с Дуанью, разгромили Хуана, но успех не развили боясь невольно усилить Дуань. Хуан вернул себе царство, и с помощью ляодунского владетеля Гоу Ху, в 336 захватил крепость Мужун Жэня и убил его.

### Вторжение в китайские земли
В начале IV века мужуны вторглись на китайские земли, завоевав их северо-восточную часть. В 337 году Мужун Хуан провозгласил государство Ранняя Янь.
В 342 году мужуны совершили набег на Корею (Когурё), разрушив столицу и захватив 50 000 пленных.
В 384 году Мужун Хун основывает Западную Янь, в этом же году Мужун Чуй провозгласил государство Поздняя Янь.
Последнее государственное образование мужунов, основанное Мужун Дэ в 398 году, государство Южная Янь было уничтожено империей Цзинь в 409 году.

Мужун Чао был осажден в цитадели своей столицы, где начал свирепствовать голод. Потерявшие голову осажденные открыли ворота китайцам, надеясь на пощаду - но не получили её. Лю Юй велел отрубить головы всем защитникам крепости — трем тысячам сяньбийцев знатным и простым [6], а Мужун Чао был отослан в цепях в Цзянькан и там обезглавлен по приказу императора в 410 г. Мужунов больше не осталось.

## Сноски и источники
1. ↑  Николай Сычев. Книга династий. М. 2006 стр.647
2. ↑  Л. Гумилев. Хунну в Китае гл 7. М. 1992